# Meteș, Alba
Meteș (în maghiară Metesd, în germană Meteschdorf) este satul de reședință al comunei cu același nume din județul Alba, Transilvania, România.

## Așezare
Localitatea Meteș se află situată la o distanță de 17 km vest, față de municipiul Alba Iulia.

## Date economice
Locuitorii posedă o veche tradiție în creșterea animalelor.

## Obiective turistice
- Rezervația naturală Calcarele cu orbitoline de la Piatra Corbului (2 ha).
- Rezervația naturală Piatra Varului (1 ha).
- Rezervația naturală Piatra Boului (3 ha).

## Obiectiv memorial
Monumentul Eroilor Români din Primul Război Mondial. Obeliscul este amplasat în centrul localității, fiind ridicat în anul 1935, pentru cinstirea memoriei eroilor români căzuți în Primul Război Mondial. Monumentul este realizat din piatră de calcar și marmură, are înălțimea de 3 m și este situat pe un soclu de 1,85 m. La baza monumentului, în plan frontal, este încastrată o placă de marmură, pe care se află un înscris memorial: „S-a ridicat acest monument în amintirea eroilor din comuna Meteș, jud. Alba, căzuți pe câmpul de luptă în războiul mondial 1914-1918, pentru întregirea neamului“. 

## Galerie de imagini

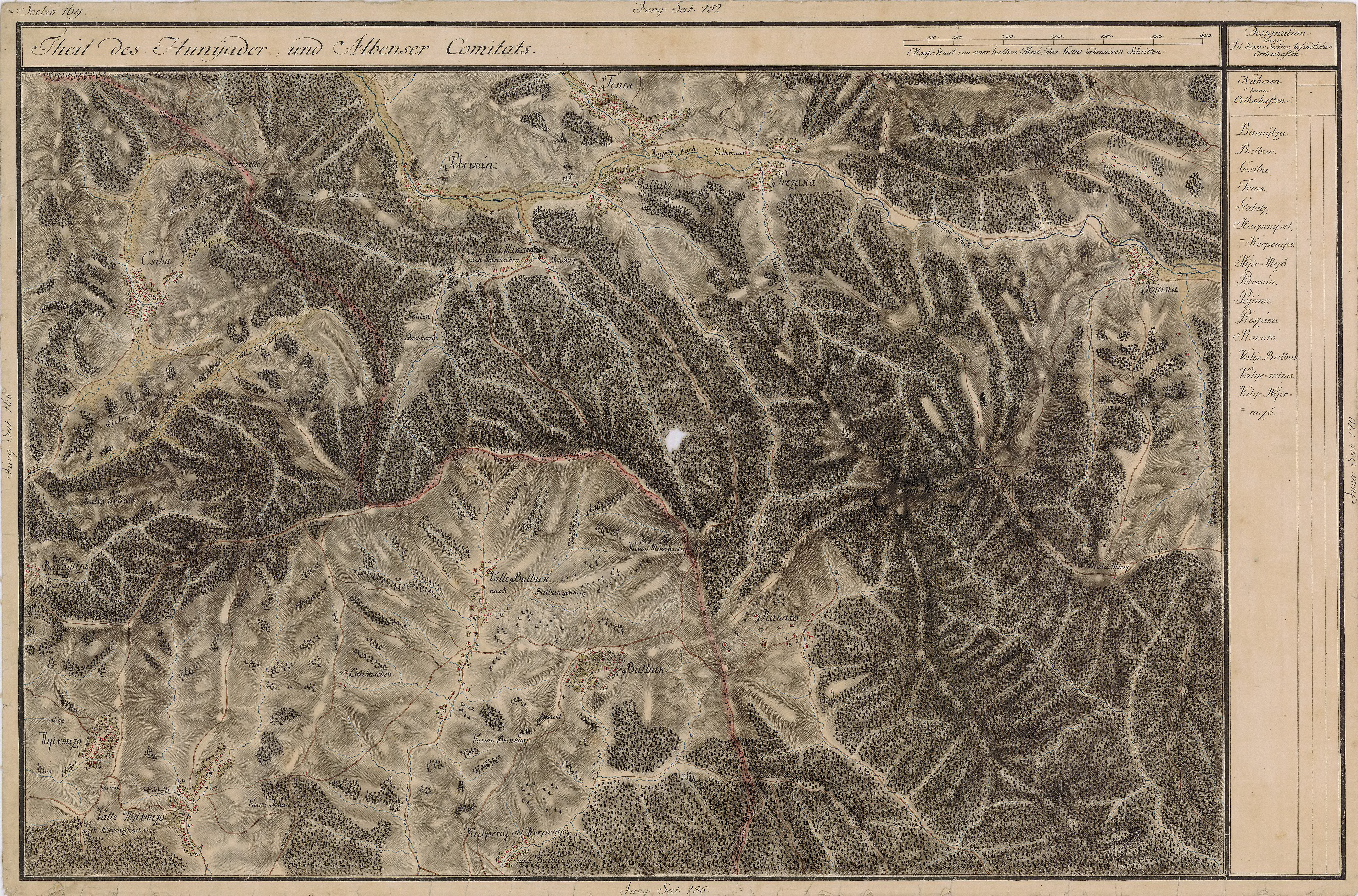
Meteș pe Harta Iosefină a Transilvaniei, 1769-1773
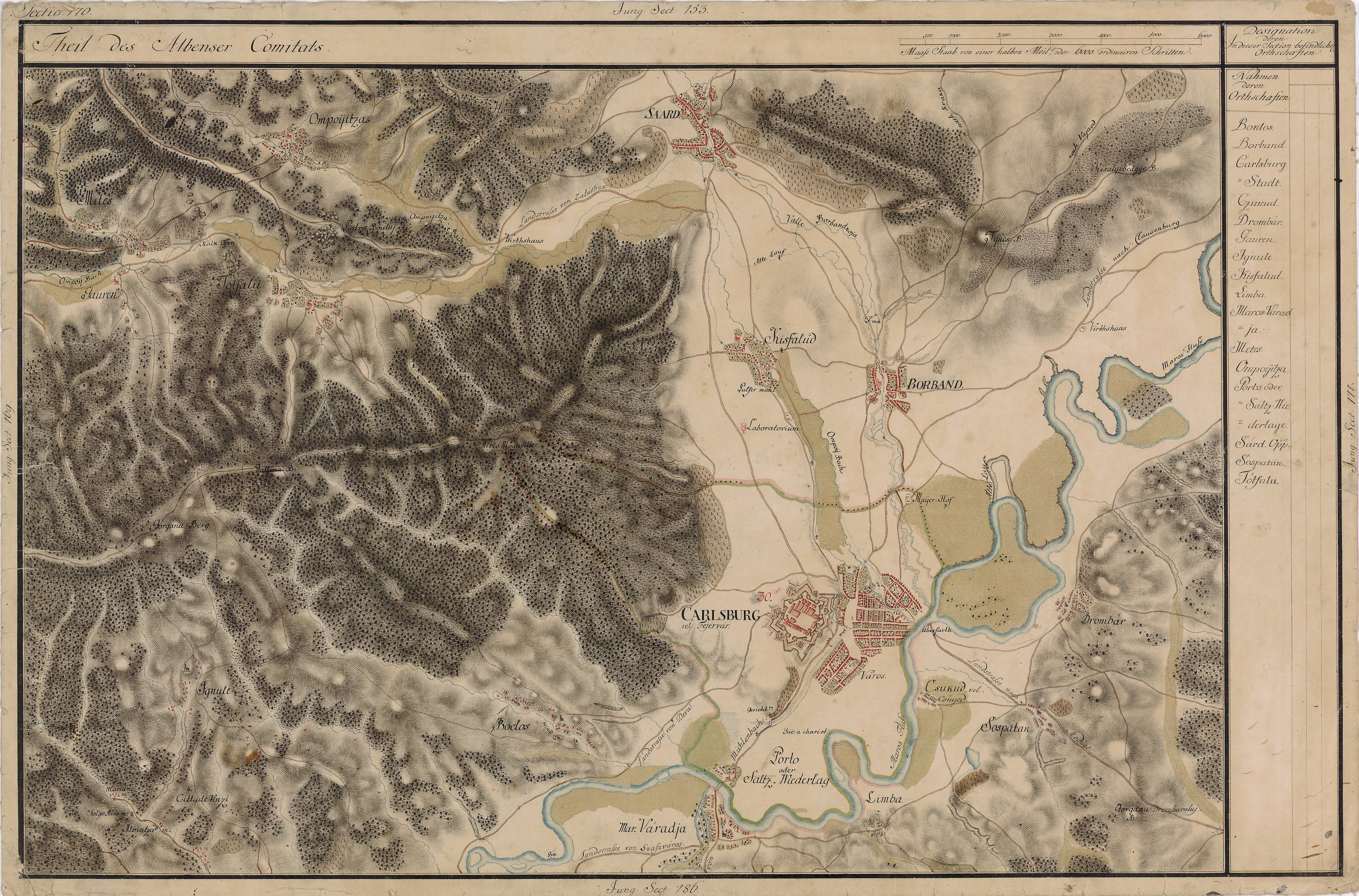
Meteș pe Harta Iosefină a Transilvaniei, 1769-1773
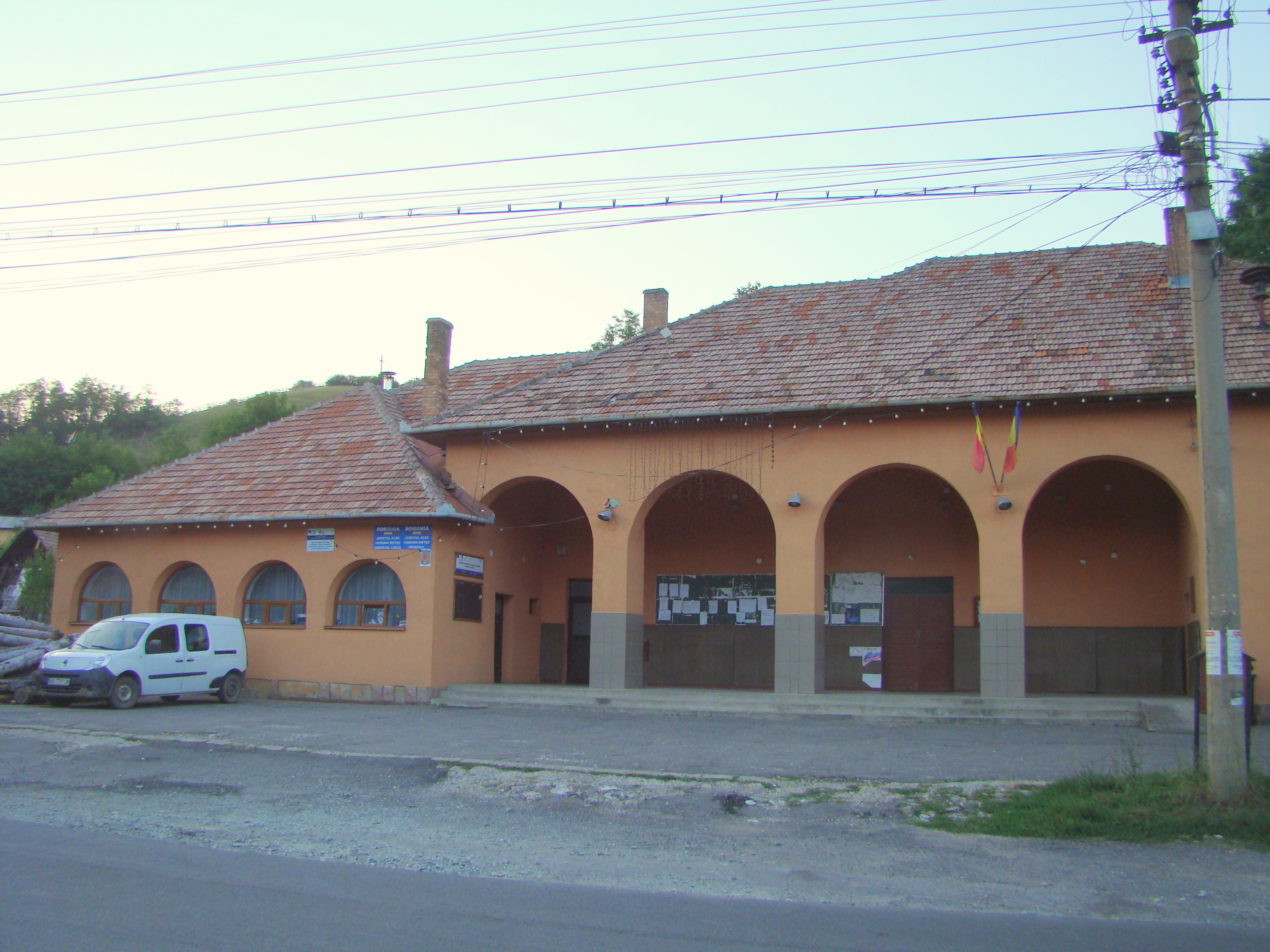
Primăria comunei Meteș
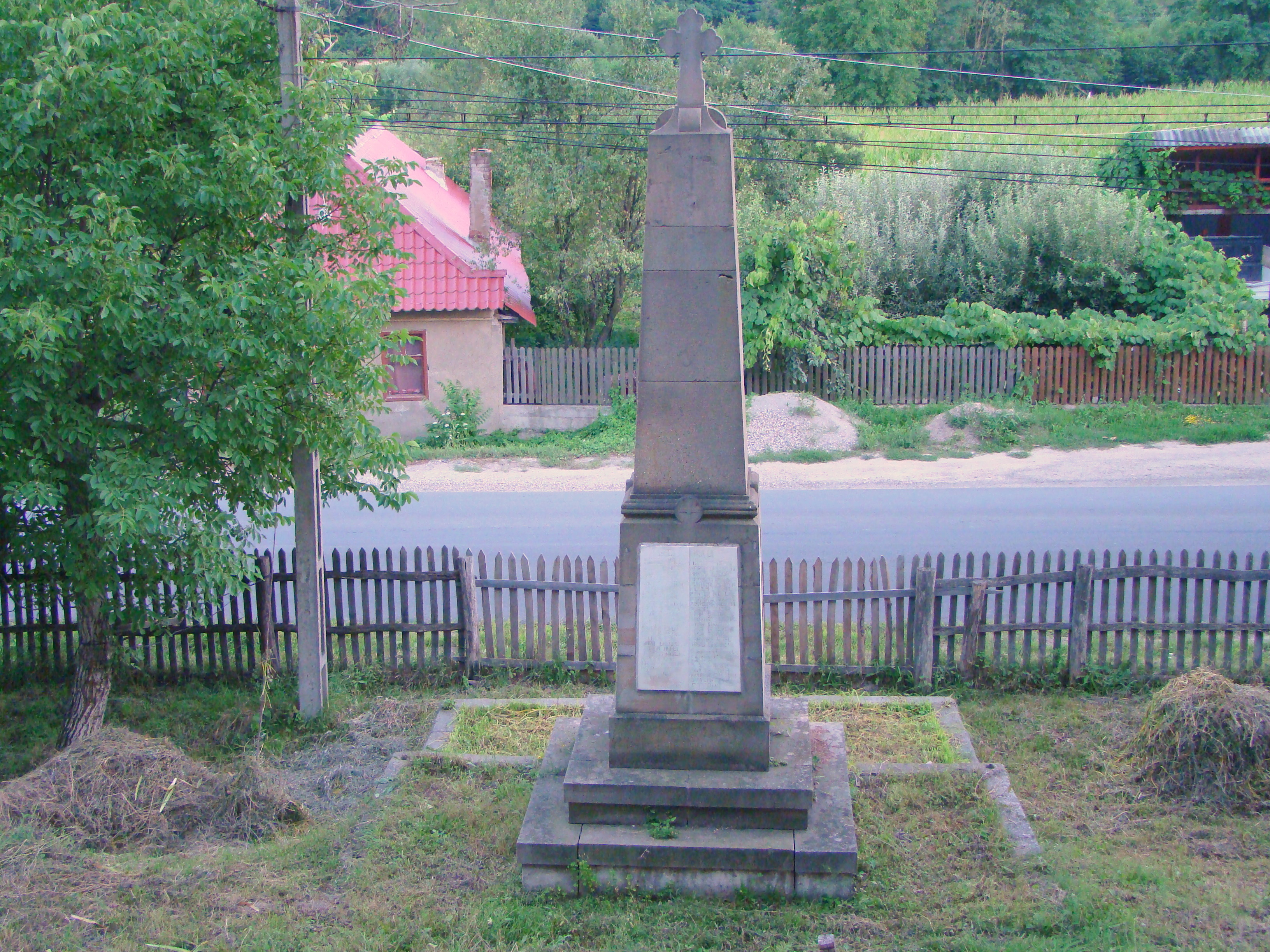
Monumentul eroilor